# NGC 1507
NGC 1507 (другие обозначения — UGC 2947, IRAS04019-0219, MCG 0-11-9, KARA 139, MK 1080, KCPG 97A, ZWG 392.2, PGC 14409) — спиральная галактика в созвездии Эридан. Открыта Уильямом Гершелем в 1785 году. Описание Дрейера: «очень тусклый, довольно крупный, сильно вытянутый объект, немного более яркий в середине, очень пёстрый, но детали неразличимы». Галактика удаляется от Млечного Пути со скоростью 865 км/с и расположена на расстоянии около 40 миллионов световых лет. Её диаметр составляет 45 тысяч световых лет.
Этот объект входит в число перечисленных в оригинальной редакции «Нового общего каталога».